# Поїздув
Поїздув (пол. Poizdów) — село в Польщі, у гміні Коцьк Любартівського повіту Люблінського воєводства.
Населення — 354 особи (2011).

## Демографія
Демографічна структура станом на 31 березня 2011 року:
|          | Загалом | Допрацездатний вік | Працездатний вік | Постпрацездатний вік |
| -------- | ------- | ------------------ | ---------------- | -------------------- |
| Чоловіки | 173     | 36                 | 111              | 26                   |
| Жінки    | 181     | 45                 | 86               | 50                   |
| Разом    | 354     | 81                 | 197              | 76                   |